# Stefan Hula (född 1986)
Stefan Jarosław Hula, född 29 september 1986, är en polsk backhoppare som ingick i det polska lag som vann brons i lagtävlingen vid olympiska vinterspelen 2018. Han deltog även i OS 2006 och 2010.
Stefan Hula är son till Stefan Marian Hula, VM-medaljör i nordisk kombination.